# Samuel Alazar
Samuel Alazar (20 febbraio 1993) è un calciatore eritreo, portiere del Denden.

## Carriera

### Club
Dal 2013 gioca per il Denden.

### Nazionale
Ha debuttato con la Nazionale l'11 novembre 2011, nella partita pareggiata per 1-1 contro il Ruanda, valevole per le  qualificazioni al mondiale di calcio 2014.